# Światowy Kongres Esperanto w 2001 roku
86 Światowy Kongres Esperanto w 2001 roku – Światowy Kongres Esperanto, który odbył się w Zagrzebiu w dniach 21–28 sierpnia 2001 roku.

## Historia
W Zagrzebiu Kongres odbył się po raz drugi. Wcześniej miasto gościło esperantystów w 1953 roku, gdy kongres odbył się w Jugosławii. W kongresie wzięło udział 1691 uczestników z 57 krajów. 200 uczestników przyjechało z Francji, 165 z Japonii, 156 z Niemiec, 51 z Węgier, 71 z Polski, 28 z USA, 30 z Rosji, 55 z Holandii, 25 z Korei Południowej, 32 z Brazylii, 18 z Chin, 20 z Rumunii, 45 z Belgii, po 3 z Albanii, Białorusi i Macedonii. Kongresowi patronował prezydent Republiki Chorwacji Stjepan Mesić. Wziął on udział w uroczystości otwarcia i zakończył swoje wystąpienie zdaniem wypowiedziany w języku esperanto. Na czele lokalnego komitetu organizacyjnego stał Dalibor Brozović. Tradycyjny bal zorganizowano na placu bana Jelačića. Wśród imprez znalazł się spektakl „Najdłuższy dzień w życiu Marii Teresy” w Chorwackim Teatrze Narodowym. Główną rolę zagrała Vida Jerman.
Obrady Kongresu odbywały się w dwóch lokalizacjach: Hali Koncertowej im. Vatroslava Lisinskiego w Zagrzebiu oraz Wydziale Elektrotechniki i Informatyki (FER).
Z okazji Kongresu Hrvatska pošta wydała okolicznościowy znaczek. Odznaka kongresowa zapewniała bezpłatną jazdę miejskimi autobusami i tramwajami. 